# 信城君
信城君（しんじょうくん、シンソングン、신성군、万暦6年12月10日（1579年1月6日） - 万暦20年11月5日（1592年12月8日）は、李氏朝鮮の第14代国王宣祖の四男（庶子）。名は珝（王偏に羽）（フ、후）。
母の仁嬪は父からの寵愛を受けていたため、自身も父から寵愛された。一時、父から世子候補に選ばれたが、東人派の反対により、除外された。結局、光海君が世子となる。文禄の役が発生した際は両親と漢城府を脱出するが、義州に避難する道中で病気のため、数え年の14歳で死去。

## 登場作品
テレビドラマ
- ホジュン〜伝説の心医〜（2013年、MBC、演；キム・ジンソン）
- 火の女神ジョンイ（2013年、MBC、演：チョン・セイン）
- 王の顔（2014年-2015年、KBS、演：ウォン・ドッキョン）
- 軍師リュ・ソンリョン ～懲毖録＜ジンビロク＞～（朝鮮語版）（KBS、2015年、演：ユ・スンヨン）